# عملية توماس

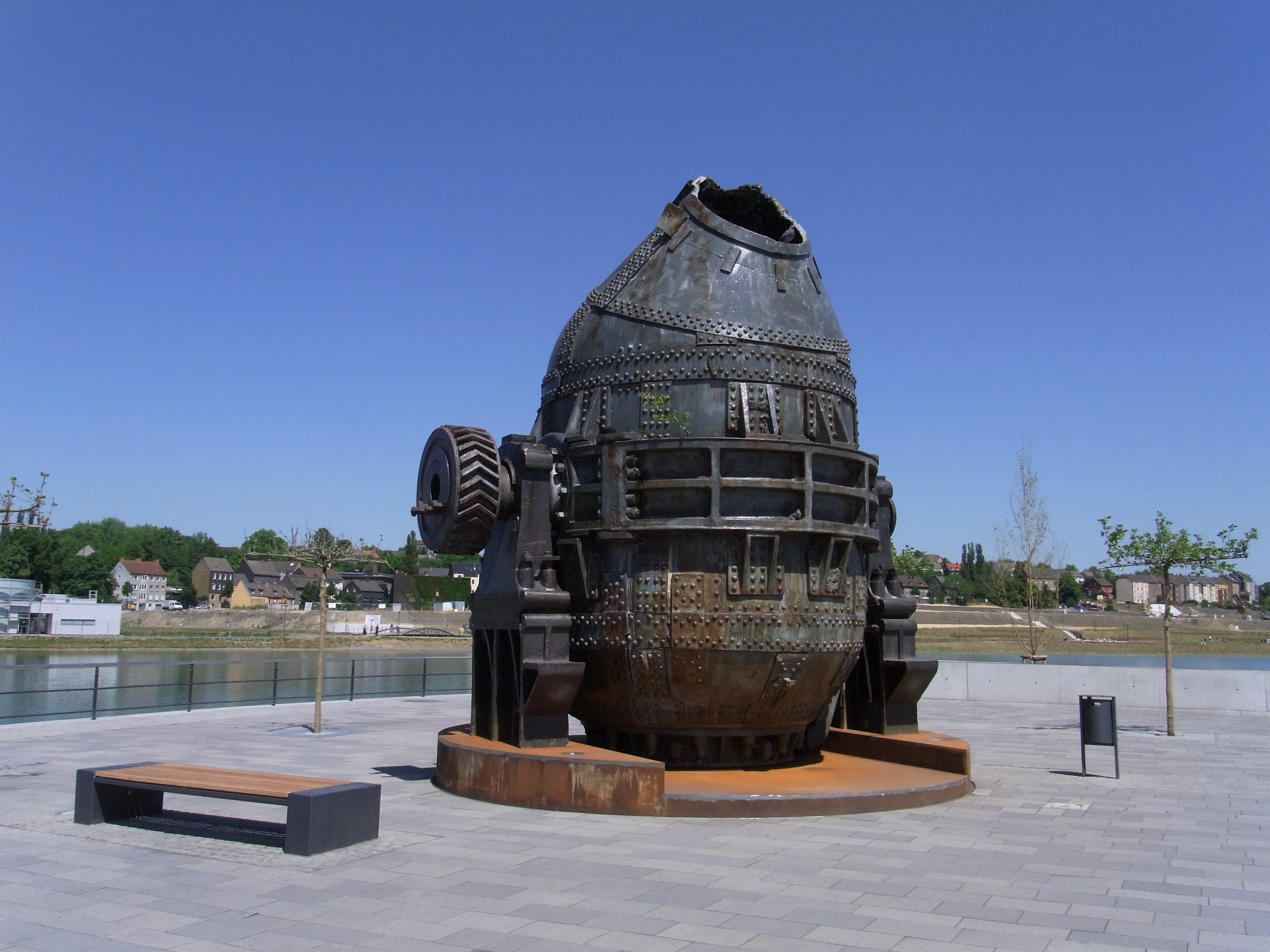
محول وفق عملية توماس، والذي كان في نطاق الخدمة بين سنتي 1954 إلى 1964 في مدينة دورتموند الألمانية.

عملية جيلكريست-توماس أو عملية توماس هي عملية تاريخية لتكرير الحديد الخام، مشتقة من عملية بسمر. سميت على اسم مخترعيها الذين سجلوا براءة اختراعها عام 1877 وهما: بيرسي كارلايل جيلكريست وابن عمه سيدني جيلكريست توماس. مما أتاح استخدام خام الحديد الفوسفوري، وهو النوع الأكثر وفرة. وقد سهّلت هذه الطريقة النمو السريع لصناعة الصلب خارج المملكة المتحدة والولايات المتحدة.
ساهمت عملية توماس في زيادة انتشار صناعة الفولاذ، وخاصة في مجال الإنشاءات الحيوية، مثل بناء الجسور ومد السكك الحديدية.